# Centrodora ghorpadei
Centrodora ghorpadei är en stekelart som beskrevs av Hayat 1998. Centrodora ghorpadei ingår i släktet Centrodora och familjen växtlussteklar. Inga underarter finns listade.